# Purnia
Purnia (o Purnea secondo la vecchia grafia, ISO 15919 Pūrnia) è una città dell'India di 171.235 abitanti, capoluogo del distretto di Purnia e della divisione di Purnia, nello stato federato del Bihar. In base al numero di abitanti la città rientra nella classe I (da 100.000 persone in su).

## Geografia fisica
La città è situata a 25° 46' 60 N e 87° 28' 0 E e ha un'altitudine di 35 m s.l.m..

## Società

### Evoluzione demografica
Al censimento del 2001 la popolazione di Purnia assommava a 171.235 persone, delle quali 92.573 maschi e 78.662 femmine. I bambini di età inferiore o uguale ai sei anni assommavano a 27.020, dei quali 13.907 maschi e 13.113 femmine. Infine, coloro che erano in grado di saper almeno leggere e scrivere erano 107.876, dei quali 64.150 maschi e 43.726 femmine.